# 大雄與銀河高速列車
《多啦A夢：大雄與銀河超特急》（香港又译作）是藤子·F·不二雄执笔，于1995年9月到1996年2月期间连载于月刊《龙漫CORO-CORO》，并在1996年3月2日公映的哆啦A夢電影作品，是第16部《哆啦A梦》大长篇，第17部《哆啦A梦电影作品》。監督是芝山努。票房收入16億5000萬日圆。併映作品为《多啦美&多啦A夢族 機械人學校七大奇異事件》。

## 概説
该作品是以单行本第20卷所收录的短篇《银河铁道之夜》为蓝本改编。电影中登场的银河超特急列车，与短篇里的银河超特急列车被认为完全相同。然而，由于敵人的目的是「支配全宇宙」而让故事场面壯大，例如「邊境警衛隊」等機關在本作中出现。这也是唯一一部大雄等间接拯救了宇宙的作品。
由于本作里的舞台都在未来世界的银河超特急和宇宙主题公园，因此有人认为这是哆啦A梦大长篇中唯一一部以未来为舞台的作品。
由于下一部作品《大雄的發條都市冒險記》的编绘途中藤子先生逝世。因此这是最后一部完全由藤子先生编绘的哆啦A梦电影作品，亦是其在世期间看到的最后一部哆啦A梦电影。同样的，这也是最后一部由海援队担任主题歌的大长篇作品。
在2004年播放了与其他作品包含NG片段的「完全版」。

## 故事概說
骨川小夫拿出當前暢銷的神秘火車車票炫耀。剛田武、源靜香也想乘火車，懇求小夫也帶他去。這時大雄跑來跟他們說哆啦A夢已經3天都沒回家了，後來大雄只顧找哆啦A夢，大雄和静香就来去看看，胖虎看"21卫门"戏在房间 ,然后小夫玩宇宙玩具。找到晚上才回家。這時哆啦A夢已經回來了，說他到了22世紀排隊買到銀河列車的車票，可乘搭銀河列車到銀河各個星群遊覽，另一邊神秘的生命體正悄悄來襲……

## 人物介紹

### 原設
| 角色    | 配音員     |
| 角色    | 日本       |
| ------- | ---------- |
| 哆啦A夢 | 大山羨代   |
| 大雄    | 小原乃梨子 |
| 靜香    | 野村道子   |
| 胖虎    | 立壁和也   |
| 小夫    | 肝付兼太   |

### 電影角色
| 角色                 | 配音員                     | 介紹 |
| -------------------- | -------------------------- | --- |
| 銀河高速列車車長     | 伊倉一恵                   | 銀河高速列車的車長。只有眼睛和嘴，保住簡單的面子，總是笑嘻嘻，很有禮貌，对職務忠實。身體很小，绿色的制服寬大不合身。 |
| 巴姆                 | 盐泽兼人                   | 22世紀的报纸《宇宙时报》社会部的記者。有丰富的医学知识。 |
| 阿斯达               | 真殿光昭                   | 銀河高速列車的乘客。22世紀的大富豪的兒子，他父親後來亦有投資該樂園。不斷取笑大雄他們，說他們是「古代人」，但是一次意外，大雄救了他，最後成為好朋友。射擊非常好，射擊的成績僅次於大雄（6發5中，大雄6發全中）。                                       |
| 冬（ドン）               | 菅原淳一                   | 阿斯达的朋友。长相与哆啦A梦中出场的一个配角春夫类似。在故事裡性格比较质朴。射击的水準相当差（6发6不中）。被阿斯达扔到了不知名的小行星上，後來遇到胖虎。                                                                                             |
| 珍（ジェーン）               | 丹下樱                     | 阿斯达的朋友，有着像米老鼠一样发型的女孩子。性格刚强，射击的水準同样很差，打中的裁判。与冬一样被阿斯达扔到了小行星上，後來遇到胖虎。 |
| 寄居物（宿主）       | 秋元羊介·石田弘志·中村大樹 | 本部電影反派。聽命於寄居天帝的寄生生物，不斷侵略人體，但是害怕肥皂沫，数量一共有800万个，搭乘的是像玩具的UFO。没有名字，称呼对方为「寄居物000号」，如阿斯达是「寄居物008号」、小夫是「寄居物009号」。最後因寄居天帝被大雄消滅，使僅存的寄居物逃亡。 |
| 寄居天帝（宿主天帝） | 内海賢二                   | 本部電影大反派。企圖支配銀河的寄生生物，搭乘的是像玩具的金色UFO。最後依靠著巨大的銅像型機器人，但被大雄抓住機會射出的肥皂沫消滅。 |
| 恐龙之星管理员       | 森川智之                   | 原型是藤子其他作品里出场的小池。在漫画版裡相貌完全不同，而且在管理室里也有盛面条的容器。 |
| 21衛門一行           | 不適用                     | 只在漫畫版裡有登場。乘坐了銀河高速列車。 |

## 故事舞台
- 边缘星群
  - 位于银河系边缘的小行星的集合体。过去因为有罕镭矿石而兴盛一时，但由于矿石枯竭，人口不断减少，因此改建成为主题乐园。被认为与日本北海道的夕张市有类似之处。
- 22世纪的高人气主题乐园「宇宙最大·最新·最豪华的乐园——梦幻世界」
  - 由多个小行星建设成的大规模主题公园。在附近有「禁入之星」的存在。如果要往返于在各行星之间，可以乘坐全自动语音火箭（外表是旧式飞机或汽车）。由在位于中央行星的机器人来操控。因为是神秘列车的目的地，所以其实是个秘密地点。

## 小行星詳細情况

### 中央行星
梦幻世界主题乐园的中心。除了进行加演节目的表演外，还有车站和游乐场。

#### 設備
- 宿舎（简易旅馆）
  - 銀河高速列車在这里停靠后，自动就成为了简易旅馆。
- 机场
  - 停靠重力波推進火箭的机场。24小时营业。
- 重力波推進火箭
  - 往返各小行星之间的工具，以出租的形式运营。因为靠重力波推进，因此样式很多，有飞机、汽车等各种外形。语音全自动操纵，连幼儿也能驾驶。
- 遊園地
  - 哆啦A梦等并未前去，因此具体情况不明，但是可以看见巨大的帐篷、机器人和游览车等。
- 控制中心
  - 监视园内各种机器人的建筑物。
- 通讯铁塔
  - 一旦发生紧急事件，立刻发出求助电波。
- 在片中也可见多处用途不明的建筑物。
- 这颗星球上的道路是滚珠轴承构成的，可以按照人的思考自动去目的地。

### 西部之星
风格按照19世纪时美国西部的风情建设，可以射击、骑马等。大雄等参加了成为保安官的行动，任務是抓住恶徒。

#### 設備
- 硝烟城
  - 西部之星的中心都市。射击大会的举行地点，禁止使用竹蜻蜓。
- HOTEL「GUNSMOKE」
  - 参加活动者的更衣室和准备室，但不清楚是否可投宿。
- ビリオン銀行
  - 恶徒袭击的银行，但是否能储蓄并不清楚。
- OK牧場（OK CORRAL）
  - 防止参加者用馬的牧场，从可飞驰的烈马到小种马都有。
- 死亡峡谷（Death Valley）
  - 位于硝烟城市以西的峡谷，强盗的根据地。
- 恶徒
  - 機器人，共有4人（原作中为6人），如果都能打倒就可任命为保安官，最后全部被大雄击败。
- 手枪
  - 活动参加者所使用的手枪，子弹共有6发，人被打中的话身体会膨胀并漂浮在空中，如果打到恶徒，那么恶徒会停止活动，有效时间为1小时。在下一部作品大雄的發條都市冒險記中也有出现，具体名称应为轻飘飘枪。
- 其他建筑也多数带有西部风格。

### 恐龙之星
里面生活的都是恐龙型的机器人。在电影里名字叫做「中生代之星」。可以和恐龙做朋友，若能在恐龙赛跑比赛中获胜，可获得自己最喜欢的恐龙一只。

#### 設備
- 通信塔
  - 与中央行星联络的通信塔。外表是大树。外部设有机场。这里也是监控恐龙机器人的场所之一。
- 恐龙栖息地
  - 恐龙机器人生活的地方。如果人被恐龙机器人吃掉，那么会以化石的形式被排出。但工作人员会将人恢复原状。

#### 恐龙
在這作品中有登場的恐龍如下：
- 剑龙
  - 大家在一起的时候所看到的，小夫让他打了个喷嚏。
- 翼龙
  - 大雄和哆啦A梦的朋友。
- 迅猛龙
  - 被大雄和哆啦A梦看见，凶猛的食肉龙，智能高，咬坏了大雄的裤子。
- 似鸟龙
  - 胖虎、小夫和静香都有看到，但最后成了静香的朋友。
- 三觭龍
  - 小夫和胖虎曾经看到。
- 腕龙
  - 胖虎和小夫的朋友，胖虎想「越大越快」，因此逼迫小夫用树叶来引诱他，但最后失败了。
- 霸王龙
  - 想吃掉胖虎和小夫的恐龙。

### 忍者之星
向忍者老师学习菱角标、水蜘蛛、眯眼睛等忍术。由于训练太过严格而不受欢迎，如果经过考试检验合格，可以获得拥有所有法力的宝卷，内含三种隐身术（变身为老鼠、变身为蚂蚱、穿墙），可以在遇到意外时使用。

#### 設備
- 修行場
  - 有山的湖等、用来训练基本忍术。
- 城堡
  - 实地考试的地点，有重重哨兵护卫，任务是在这里夺走密信。若失败会被抓住，或者掉入地下监狱。

### 童话之星
可以让自己成为童话故事里主人公的星球。里面还有光明女神、大彩虹、天马群等童话才有的场景。能演出1001种童话，一日可演出12场。此外还有爱神、妖精等机器人。

#### 設備
- 事務所
  - 做成大树的样子，根据客人的需求进行分配。主管人员都化装成骑马的武士或公主的样子。
- 童話的舞台
  - 用来进行童话故事的建筑物，在作品里只出现了白雪公主的布景。

### 灵异之星
有吸血鬼、狼人、食人鬼、幽靈、死神等各种妖怪的星球，但详细情况不明。

### 禁入之星
富含「罕镭」的星，由于矿石被采挖殆尽，目前是无人星。地表覆盖着开采矿石中所产生的灰，下面则是空洞的废矿井，由於安全因素没有改造成主题公园且禁止进入。根据一次访问来看，该星被猜测与日本長崎縣長崎市的离島軍艦島相似。

#### 設備
- 倉庫
  - 以前矿工用来储藏食物的建筑物，仍然留下了很多可长期保存的罐头类食物和方便食品，但是没有铜锣烧。不过有读者说在杂志连载版里有铜锣烧字样的箱子。
- 車站
  - 原本停靠用来搬运矿石的火车，现在仍有少量废弃的车辆。
- 機関車
  - 与銀河高速列車相同规格的列车，尽管已经弃置多年，但仍然可以很简单的启动。
- 洞窟
  - 放置列车的地方，由于屡屡塌方成为禁地，但是胖虎却私自进入了，最后凭借穿墙术而成功逃脱。
- 其他：另外可见黑色小型的底卸式車。

## 銀河高速列車詳細情况
- 外观是蒸汽火车，但实际上是宇宙船。
- 由于不以快速为目的，因此行驶速度并不太快。但是为了穿越小行星带而左摇右晃。因此来看横向行驶的能力出众。
- 列车为2轴驱动，有大型烟囱。列车顶部还有可以发射信号弹的大炮。
- 客車前后全长12米，共有120节车厢（不含车头），但从外表看只有8节。
- 车头有红色星形标志。列车车厢外部的颜色，上部是橙色，下部是绿色。8号车厢有尾灯。
- 内部主要都是单人房间，像大雄乘坐的车厢里有5个卧室。除了床铺之外，浴室和电视等设施也一应俱全。吃饭在客房内就可，食物是带有宇宙服功能的营养饮料。另外还有会议室。
- 为了能不让旅客有无聊的感受，桌子的抽屉里有立体游戏装置，还有透明的车窗，可以看到宇宙风景。同时，在车窗里还会有忍者等映像（可能是梦幻世界主题乐园的宣传）。同时，也可以用任意门返回自己的星球。
- 58号车厢是展望车厢。整个车厢由玻璃制成。既可以看到宇宙景色，也有播放教学片（「大銀河的誕生」、「宇宙名勝漫游」等）。播放时并没有预告，但也可以要求服务人员随时播放。
- 列车达到边缘星群的时候，可以作为简易旅馆适应。车厢是可以卸下又可以再安装的构造。
- 虽然是在22世纪运行，但是却也在20世纪里大雄学校的后山停靠。同时列车有自动驾驶的功能。而且，后山并没有银河超特急所需要的运行轨道，却仍能着陆，显示列车有特殊着陆装置。
- 運行銀河高速列車的银河铁路，已经不再有定期列车，理由是「任意门的发明」（20卷「银河铁道之夜」）。但是根据禁入之星有银河列车的描写来看，银河铁路也很可能有货运线路。

## 小知識
- 尽管大长篇电影里，大雄经常都会变得很强，但是本作里在最后关头里大雄的英雄行为，以至于让本作被认为是「大雄的大长篇」。
- 由于采用了音響監督浦上靖夫的想法，本作品有部分BGM采用了门德尔松的《仲夏夜之梦》的片段。
- 在本作里出现的道具「防滑手套」曾经在之前的1970年4月号「小学二年生」里的短篇漫画『防滑手套』里出现。这是哆啦A梦连载25年以来，出场时间相隔最久的道具。
- 在電影版的最後，有「大雄等现代人和阿斯达等未来人的和解」的场面，但在漫画版里则无。
- 在漫画里出现的「游走于宇宙间的蒸汽火车」明显受《银河铁道999》的影响，特别是列车在宇宙运行时地球和行星的描绘，在《银河铁道999》中亦有出现。
- 出现小夫和大雄被寄居物寄生的描写。[3]
- 在作品里出现过静香全裸的画面。[4]
- 在过去的电影版里，哆啦A梦曾说过在宇宙空间里不能使用竹蜻蜓。但是在本作里可以看见哆啦A梦用竹蜻蜓在宇宙空间飞行的画面。
- 多年以来，在开头曲《哆啦A梦之歌》里只有哆啦A梦登场。但是自本作开始，大雄，静香，小夫和胖虎也有登场。

## 工作人员
- 監督：芝山努
- 脚本：藤子·F·不二雄
- 演出：塚田庄英、平井峰太郎
- 作画監督：富永貞義
- 美術設定：沼井信朗
- 美術監督：川口正明
- 色彩設計：松谷早苗
- 撮影監督：高橋秀子
- 特殊撮影：渡邊由利夫
- 編集：岡安肇
- 録音監督：浦上靖夫
- 効果：柏原満
- 音楽：菊池俊輔
- 監修：楠部大吉郎
- 制作担当：市川芳彦、大澤正享
- 制片人：別紙壮一、山田俊秀、木村純一
- 制作協力：藤子PRO、ASATSU
- 制作：SHIN-EI动画、小学馆、朝日电视台

## 主題歌
| 歌曲                       | 作詞     | 作曲     | 編曲     | 演唱   | 備註 |
| -------------------------- | -------- | -------- | -------- | ------ | --- |
| 《》（中译：我心中的银河） | 武田铁矢 | 千葉和臣 | 林有三   | 海援隊 | 该歌的特別之处，在于作为海援隊合唱的歌曲，作词人武田铁矢也参与了合唱（千葉和臣、中牟田俊男为主唱）。本歌曲也是最后一部武田铁矢作词、海援隊演唱的哆啦A梦大长篇主题曲，之后海援队就不再担当了。 |
| 《哆啦A梦之歌》（ドラえもんのうた）        | 楠部工   | 菊池俊輔 | 山野智子 |        | |

## 備註
1. 中國大陸吉林美術出版社漫畫版譯名
2. 中國大陸吉林美術出版社漫畫版譯名
3. 中國大陸吉林美術出版社漫畫版譯名
4. 中國大陸吉林美術出版社漫畫版譯名
5. 中國大陸吉林美術出版社漫畫版譯名
6. 中國大陸吉林美術出版社漫畫版譯名

## 外部連結与参考资料
- 《大雄与银河超特快列车》，藤子·F·不二雄，吉林美术出版社，ISBN：7-5386-1778-7/J·1463
- 互联网电影数据库（IMDb）上《大雄與銀河高速列車》的资料（英文）
- 时光网上《大雄與銀河高速列車》的資料（简体中文）
- 豆瓣电影上《大雄與銀河高速列車》的資料 （简体中文）